# 郭长江
郭长江（1958年5月—），男，山西文水人，中华人民共和国政治人物，中国共产党党员。

## 生平
北京师范学院中文系毕业，湖南大学国际商学院工商管理专业研究生学历。历任共青团中央办公厅副处长、处长、副主任，少年部部长，统战部部长、全国青联秘书长等职。2004年10月出任中国红十字会副会长、秘书长，2006年1月不再兼任中国红十字会秘书长。
2008年，当选第十一届全国政协委员，代表社会福利和社会保障界，分入第四十八组。并担任社会和法制委员会专委。